# Адская месть-2. Кровавые крылья
« Тыквоголовый 2 - Кровавые крылья» — американский фильм ужасов режиссёра Джеффа Барра, продолжение фильма Тыквоголовый. Второй фильм тетралогии «Тыквоголовый». Премьера фильма состоялась 19 октября 1994 года.

## Сюжет

### Пролог
1958 год. Компания высокомерных подростков гонится за умственно отсталым мальчиком Томми и загоняет его вглубь шахты. Здесь они убивают мальчика. Мачеха этого мальчика, поняв свершившееся, плачет.

### Основное содержание
1994 год. В том же самом городке назначен новый шериф, пытающийся всем угодить и быть хорошим. Его дочь, с которой он в плохих отношениях, связалась с местными «крутыми» парнями в старших классах школы, одним из которых является сын судьи. Круг развлечений этой компании соответствующий: катание на машине на высокой скорости, курение травки, выпивка и т. д. Однажды они приезжают повеселится именно на ту заброшенную шахту, где много лет назад был убит слабоумный мальчик и где он в детстве любил играть. После этого в ходе одной из пьяных поездок на автомобиле сын судьи сбивает старушку, которую они после столкновения не находят на дороге. Одна из девушек утверждает что знает эту старуху и где она живёт и предлагает дойти до её дома, чтобы узнать всё ли с ней в порядке. В доме, одиноко стоящем посреди леса, никого не оказывается. Зато компания обнаруживает много странного и интересного в доме жертвы ДТП. Та же девушка, что привела их в этот дом находит необычную книгу, в которой есть заклинание для оживления мёртвых, а сын судьи находит на макете местного кладбища из песка и камешек пузырёк со странной жидкостью. Парень решает что это пригодится при совершении ритуала. Вскоре появляется слепая хозяйка дома, и просит их не трогать её вещи, так как это опасно для них. Но сын судьи толкает старушку и убегает из дома вместе с компанией. На необычном кладбище, в форме пентаграммы, они разрывают могилу, в которой помещён гроб с трупом. Сын судьи, спустившись в могилу, читает заклинание и выливает зелье в открытый рот лежащего там мертвеца. Ничего не происходит после завершения ритуала, и компания покидает кладбище. В это время слепая старушка случайно задевает свечу, и огонь быстро охватывает деревянную избушку. На крики о помощи старой женщины на кладбище начинает всё же что-то происходить. И мертвец оживает, после чего в городке находят изуродованный труп сорокалетнего мужчины. На месте убийства существо оставляет свой знак — рисует кровью крылья. Шериф городка принимается за работу и ведёт расследование убийств.